# Fontana di papa Giulio III

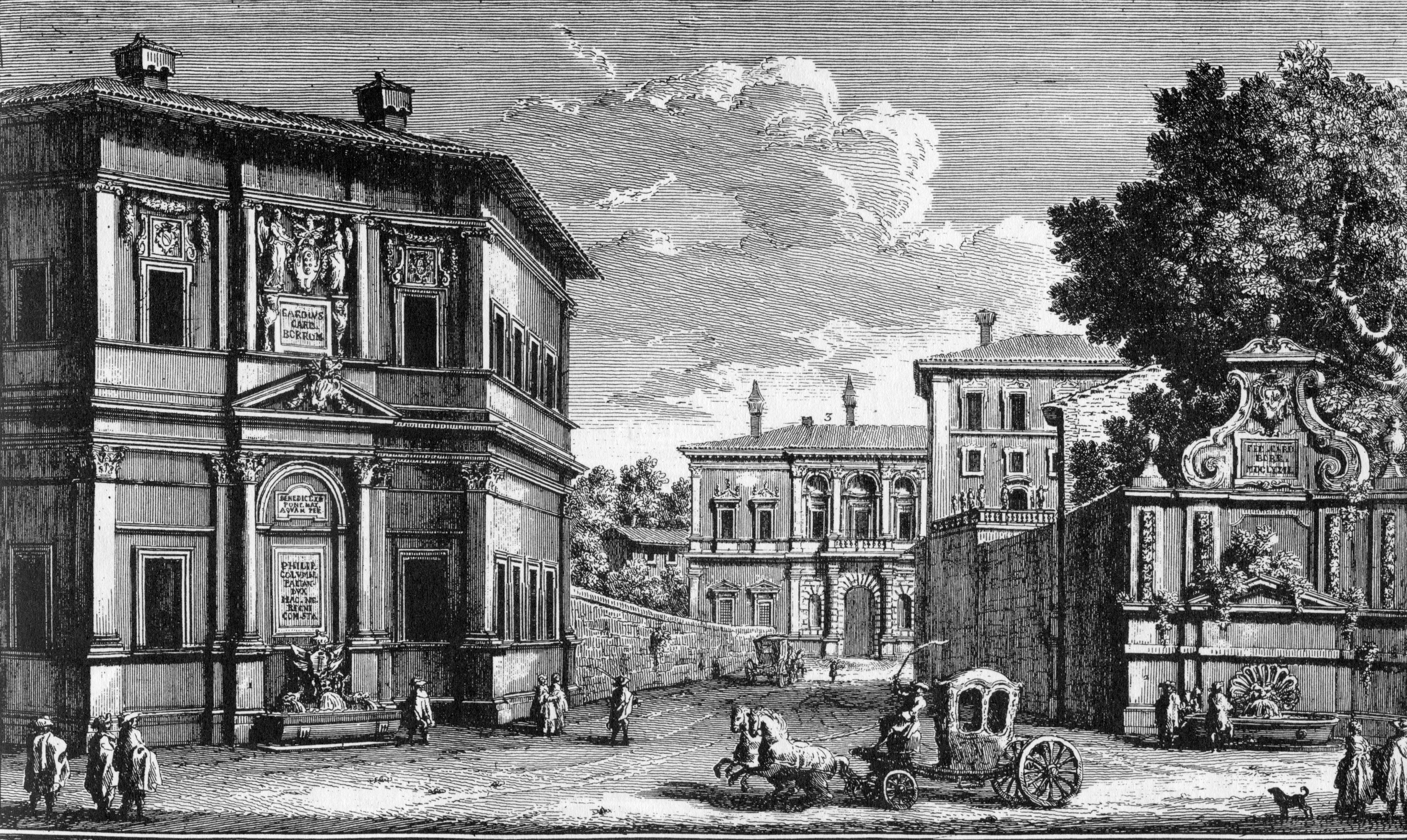
La fontana di papa Giulio III e, a destra, il "beveratore" - Incisione di Giuseppe Vasi

La fontana di Papa Giulio III si trova a Roma, all'incrocio tra la via Flaminia e via di Villa Giulia, addossata all'angolo smussato dell'edificio noto come “palazzetto di Pio IV”.

## Storia
Tra il 1551 e il 1553 papa Giulio III si fece costruire la villa sulla via Flaminia, “fuori porta del Popolo”, oggi conosciuta appunto come villa Giulia, circondata da un  parco con piante, statue e giochi d'acqua, tra cui un ninfeo alimentato da un condotto secondario dell'Acquedotto Vergine, fatto scavare appositamente per raggiungere la villa. Nel 1552, alle spalle del ninfeo, e quindi all'esterno del perimetro della villa ed all'imbocco della strada di accesso, fece erigere, per uso pubblico dei viandanti che si recavano a Roma verso porta del Popolo, una fontana monumentale. La sua posizione è però alquanto strana, perché per coloro che percorrono la via Flaminia verso Roma diviene visibile solo dopo averla superata, ma si trattò di una logica collocazione necessaria per la risoluzione del problema tecnico dovuto alla edificazione alle spalle del ninfeo, dovendo usare la stessa condotta d'acqua.
È lo stesso architetto Bartolomeo Ammannati, incaricato del papa Giulio III dell'edificazione, tra l'altro, del ninfeo e della fontana, a dare notizia, in una sua memoria, del fatto che l'acqua fosse stata portata direttamente “sul posto” a seguito di un lavoro di scavo ordinato dal Pontefice per la sua villa di campagna: "... una bella fontana, nella quale condusse l'acqua la felicissima memoria di papa Giulio, senza avere mai avuto luce che in tal luogo vi si potesse trovare acqua. Ma avendo anticamente in pratica la sua villa, fece scavare profondamente e con diligenza, non perdonando a spesa, per fare questo ben pubblico, di dove è oggi il suo palazzo insino a questo principio di strada. E vedendo che questo suo desiderio riusciva, con ogni studio si deliberò fargli l'ornamento, che ora se gli è fatto…”. Infatti la fontana, come recitava l'iscrizione dell'epoca, era per “'’PVBLICAE COMMODITATI'’”, mentre il ninfeo posteriore era ad uso della villa.
L'aspetto odierno della fontana, piuttosto dimesso e con i vari elementi contrastanti e sproporzionati tra di loro, è completamente diverso non solo da quello originario, ma anche dalle numerose modifiche e variazioni che subì nel tempo, delle quali abbiamo notizia solo da poche rappresentazioni grafiche e da alcune descrizioni letterarie. Tanti e così diversi furono gli interventi, che lo stesso Francesco Milizia, teorico dell'architettura, critico e storico dell'arte, ritenendo erroneamente che l'opera fosse stata realizzata tutta insieme da uno stesso autore, nella seconda metà del XVIII secolo scriveva: “Il primo piano è trattato in corintio e il secondo dove  in corintio e dove in jonico. Questo sproposito chissà di quale architetto è!”. In effetti, oltre ad un disegno di Giovanni da Carpi, risalente al 1552, che lo fece sospettare di essere l'autore della fontana originale, sembra definitivamente appurato che la prima parte dell'opera (quella inferiore) fu realizzata da Bartolomeo Ammannati, forse coadiuvato da Giorgio Vasari, mentre non si hanno notizie certe in merito agli autori delle parti sopraelevate e degli interventi successivi.
Come lo stesso Ammannati la descrive, proseguendo la citazione sopra riportata, si componeva di una vasca di granito posta tra due colonne corinzie che sorreggevano un timpano, ai cui lati due nicchie contenevano le statue della “Felicità” e dell'”Abbondanza”, il tutto sormontato dalle statue della dea Roma e di Minerva, con al centro, separato da piramidi ornamentali, un Nettuno. Sotto il timpano, in posizione centrale, lo stemma pontificio con l'iscrizione
Dalla bocca di un'antica testa romana di Apollo l'acqua si gettava nella vasca sottostante. Tutto il complesso era racchiuso in un porticato.
Solo pochi anni dopo la costruzione, nel 1560, il nuovo papa Pio IV si fece costruire una villa in posizione tale che un angolo, smussato, facesse da parete d'appoggio alla fontana, che quindi non è più un monumento isolato; scompaiono le statue, le piramidi ornamentali e il porticato, mentre due nuove colonne racchiudono due nuove statue allegoriche.
Il papa donò la villa al nipote cardinale Carlo Borromeo, il quale appose solo un cartiglio con l'iscrizione “CAROLVS CARD. BORROMIVS” (tuttora esistente) e, senza averci mai abitato, a sua volta la donò alla sorella Anna per le nozze della stessa con un Fabrizio Colonna. Qualche anno più tardi, in occasione probabilmente della nascita del figlio Filippo, scomparve  anche l'iscrizione di Giulio III, sostituita con una che celebrava la famiglia dei nuovi proprietari del palazzo, tuttora presente:
Ancora un intervento nel 1750, quando un altro Fabrizio Colonna, in ringraziamento per una concessione di acqua, dedicò una lapide al papa Benedetto XIV, che venne sistemata subito sotto il timpano, al posto dell'antico stemma di Giulio III, definitivamente eliminato e sostituito da quello del nuovo pontefice, spostato però un po' più in alto, in mezzo al timpano stesso al quale dovette essere eliminata la punta. Con l'occasione si provvide ad effettuare altri interventi: la testa di Apollo fu sostituita, sotto un trofeo di armi e bandiere, da un mascherone, ai cui lati vennero posti due animali marini che, nell'intenzione dell'ignoto autore, avrebbero probabilmente dovuto essere delfini, e che gettano acqua nella vasca insieme al mascherone. Ai lati dell'intera composizione, ormai solo un ricordo della versione originale, due grandi nicchie quadrangolari vuote.
Fu forse in occasione di quest'ultimo intervento che la fontana venne collegata all'acquedotto dell'”Acqua Felice”.